# جنين حي
الجنين الحي أو الحميل (بالإنجليزية: foetus)‏ هو مرحلة في النماء السابق للولادة في الكائنات الولودية. في التطور البشري، الجنين الحي (الجمع: أجنة) هو مرحلة ما قبل الولادة بين مرحلة الجنين والولادة. تميل مرحلة الجنين الحي في التطور البشري أن تبدأ من العمر الحملي 11 أسبوع (9 أسابيع من الإخصاب). على أي حال، النماء السابق للولادة هو عملية مستمرة بلا ملامح واضحة للتفريق بين الجنين والجنين الحي. يتميز كذلك الجنين الحي بوجود كل أعضاء الجسم الكبرى، رغم أنها ليس متطورة بالكامل ولا تؤدي وظيفتها على أكمل وجه بل وبعضها حتى ليس في موقعه التشريحي النهائي.

## التطور

### الأسابيع 9 لـ 16 (الشهر 2¼ إلى 4)

حركة الجنين عند 9 أسابيع من العمر الحملي

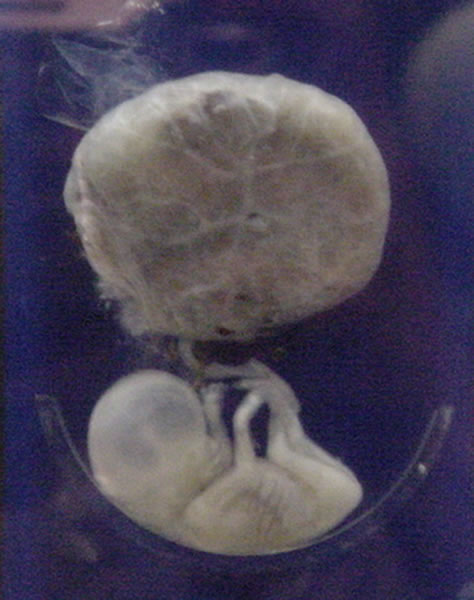
رأس جنين حي، مرتبطة بالمشيمة، عند حوالي 12 أسبوع بعد الإخصاب. حتى حوالي 9 أسابيع بعد الإخصاب يمكن أن يوصف بأنه جنين.

في البشر، تبدأ مرحلة الجنين الحي في بداية الأسبوع التاسع. في بداية المرحلة، يكونطول الجنين الحي عادة 30 مليمتر (1.2 بوصة) من التاج للردف، ويزن حوالي 8 جرام. تشكل الرأس تقريبًا حوالي نصف حجم الجنين الحي. الحركة المشابهة للتنفس في الجنين الحي ضرورية لتحفيز تطور الرئة وليس للحصول على الأكسجين. يتواجد القلب، واليدان، والقدمان، والمخ، وأعضاء أخرى لكنهم فقط في بداية التطور ولديهم الحد الأدنى من الوظيفة. تبدأ الأعضاء التناسلية في التكون وتصبح المشيمة مكتملة الوظيفة خلال الأسبوع 9.
عند تلك النقطة من التطور، تحدث حركات غير منضبطة وارتجافات حيث تبدأ العضلات، والمخ، والمسارات العصبية في التطور.

### الأسابيع 17 لـ 25 (الشهور 4¼ إلى 6¼)
تشعر المرأة الحامل لأول مرة عادة بحركات الجنين الحي عند حوالي 21 أسبوع، بينما تشعر المرأة التي أنجبت من قبل بحركات الجنين بحلول الأسبوع 20. بنهاية الشهر الخامس، يصل طول الجنين لحوالي 20 سم (8 بوصة)

### الأسابيع 26 لـ38 (الشهر 6½ لـ 9½)

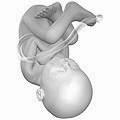
وصف فنان لجنين حي بعد 38 أسبوع من الإخصاب، حوالي 51 سم (20 بوصة) من الرأس لإصبع القدم.

تزيد كمية الدهون في الجسم بشكل سريع. لا تكون الرئتان ناضجتين بشكل كامل. تتكون وصلات المهاد في المخ التي تتوسط المدخلات الحسية. العظام تكون متطورة بشكل كامل، لكن لا تزال ناعمة ومرنة. يصبح الحديد، والكالسيوم، والفوسفور أكثر وفرة. تصل الأظافر لنهاية أطراف الأصابع. يبدأ زَغَبُ الجنين (شعر لانوغو) في الاختفاء، حتى يختفي تماما ماعدا على أعلى الذراعين، والكتفين. تظهر براعم ثديية صغيرة في كلا الجنسين. يصبح شعر الرأس أخشن وأكثر سمكًا. تكون الولادة وشيكة وتحدث حول الأسبوع 38 بعد الإخصاب. يعتبر الجنين الحي مكتمل النمو وجاهز للولادة بين الأسبوعين 36 و40، حين يكون جاهزًا بما يكفي للحياة خارج الرحم. قد يكون طوله بين 48 لـ53 سم (19 لـ21 بوصة) حين يولد. يكون التحكم في الحركة محدودًا عند الولادة، وتتطور الحركات الإرادية الهادفة حتى البلوغ.

### التنوع في النمو
يوجد تنوع كبير في نمو الجنين البشري الحي. حين يكون حجم الجنين الحي أقل من المتوقع، تعرف تلك الحالة باسم نخلف النمو داخل الرحم (Intrauterine growth restriction)، يمكن أن تكون العوامل المؤثرة على نمو الجنين الحي نابعة من الأم، أو المشيمة، أو الجنين.
عوامل أموية تشمل وزن الأم، ومؤشر كتلة الجسم، والحالة الغذائية، والضغط النفسي، والتعرض للسموم (مثل التبغ، والكحول، والهيروين، والأدوية الأخرى الضارة للجنين الحي)، وتدفق الدم الرحمي
عوامل مشيمية تشمل الحجم، والتركيب الدقيق، وتدفق الدم السري، والبروتينات الناقلة والرابطة، واستهلاك وإنتاج المغذيات.
عوامل جنينية تشمل الجينوم الجنيني، وإنتاج المغذيات، والمخرجات الهرمونية. كذلك تميل الأجنة الأنثوية لأن يكون وزنها أقل من الذكور عند الولادة.
يتم تقسيم نمو الجنين عادة كما يلي: صغير بالنسبة لسن الحمل، ومناسب بالنسبة لسن الحمل، وكبير بالنسبة لسن الحمل. قد يؤدي صغير بالنسبة لسن الحمل إلى وزن ولادة منخفض، رغم أن الولادة المبكرة قد تؤدي كذلك إلى وزن ولادة منخفض. يزيد وزن الولادة المنخفض خطر وفيات الفترة المحيطة بالولادة، والاختناق، وانخفاض درجة الحرارة، وكثرة كريات الدم الحمر، ونقص كالسيوم الدم، واضطرابات مناعية، واضطرابات عصبية، ومشاكل صحية أخرى طويلة الأمد. قد يكون الطفل الصغير بالنسبة لسن الحمل مصحوبًا بتأخر في النمو، أو قد يكون مصحوبًا بالتقزم المطلق للنمو

## القابلية للحياة
تشير القابلية للحياة إلى نقطة ما في تطور الجنين قد يكون الجنين عندها قادرًا على النجاة خارج الرحم. الحد الأدنى لقابلية الجنين للحياة هو حوالي 5¾ شهر من العمر الحملي وغالبا ما يكون بعدها.
لا يوجد حد حاد للتطور، أو العمر الحملي، أو الوزن الذي يصبح فيه الجنين البشري تلقائياً قابلاً للحياة. وفقًا لدراسات أجريت بين 2003 و2005، ينجو 20 لـ35% من الأطفال المولودين عند عمر حملي 23 أسبوع، فيما ينجو 50-70% من الأطفال المولودين عند الأسبوع 24 أو 25، وأكثر من 90% من المولودين عند الأسبوع 26-27. من النادر أن يعيش طفل وزنه أقل من 500 جرام (17.6 أونصة).
حين يولد أطفال بهذا الشكل المبكر، تكون الأسباب الرئيسية للوفيات الفترة المحيطة بالولادة هي أن الجهاز التنفسي والجهاز العصبي المركزي لم يتمايزا بالكامل. إذا تم منح أولئك الأطفال رعاية خبيرة في فترة ما بعد الولادة، قد ينجو بعض الرضع الذين يبلغ وزنهم أقل من 0.50 كج، ويشار إليهم بوزن الولادة المنخفض الشديد، أو الرضع غير الناضجين.
الولادة المبكرة هي السبب الأكثر شيوعا لوفيات الفترة المحيطة بالولادة، حيث تسبب حوالي 30% من وفيات حديثي الولادة. بمعدل وقوع 5% لـ18% من كل لولادات، هي كذلك أكثر شيوعًا عن تأخر موعد الولادة، الذي يحدث في 3-12% من كل حالات الحمل.

## جهاز الدوران

### قبل الولادة

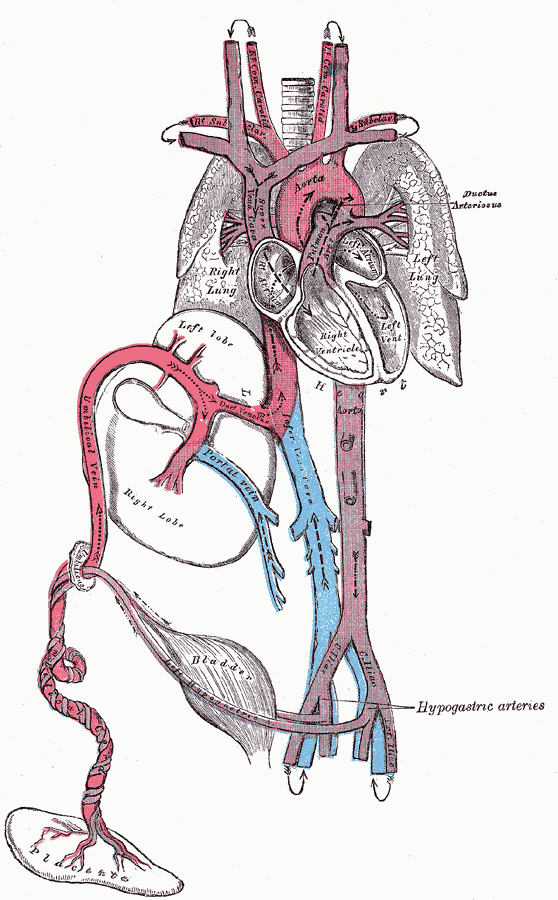
رسم توضيحي لجهاز الدوران الجنيني.

يتكون القلب والأوعية الدموية التي تشكل جهاز الدوران بشكل مبكر نسبيًا خلال التطور الجنيني، ولكنها تستمر في النمو والتطور في التعقيد في الجنين النامي. الجهاز الدوري الذي يؤدي وظيفته هو ضرورة حيوية، حيث لا تستطيع أنسجة الثدييات أن تنمو أكثر من بضع طبقات من الخلايا دون إمداد دموي نشط. يختلف دوران الدم قبل الولادة عن دوران الدم بعد الولادة، بشكل رئيسي بسبب عدم استخدام الرئتين. يحصل الجنين الحي على الأكسجين والمغذيات من الأم عن طريق المشيمة والحبل السري.
يتم حمل الدم من المشيمة للجنين عن طريق الوريد السري. يدخل حوالي نصف هذا الدم إلى القناة الوريدية للجنين ويتم حمله للوريد الأجوف السفلي، فيما يدخل النصف الآخر الكبد عن طريق الحد السفلي للكبد. فرع الوريد السري الذي يغذي الفص الأيمن للكبد ينضم أولا للوريد البابي. يتحرك الدم بعد ذلك إلى الأذين الأيمن للقلب. في الجنين، توجد فتحة بين الأذين الأيمن والأيسر (ثقبة بيضوية)، ويتدفق معظم الدم من الأذين الأيمن للأيسر، وبهذا يتجاوز الدورة الدموية الصغرى (الرئوية). يكون أغلب سريان الدم إلى البطين الأيسر ومنه يتم ضخه عبر الأبهر إلى الجسم. يتحرك بعض الدم من الأبهر عن طريق الشرايين الحرقفية الغائرة إلى الشرايين السرية، ويدخل المشيمة مرة أخرى، أين يتم التقاط ثنائي أكسيد الكربون والمخلفات الأخرى من الجنين لتدخل دوران الأم.
بعض الدم في الأذين الأيمن لا يدخل الأذين الأيسر، وإنما يدخل البطين الأيمن ويتم ضخه إلى الشريان الرئوي. في الجنين، توجد وصلة خاصة بين الشريان الرئوي والأبهر، تسمى القناة الشريانية، وتوجه أغلب ذلك الدم بعيدا عن الرئتين (اللتان لا تستعملان للتنفس في تلك المرحلة لأن الجنين معلق في سائل سلوي).

### التطور بعد الولادة
مع أول نفس بعد الولادة، يتغير الجهاز بشكل مفاجئ. تقل المقاومة الرئوية بشكل درامي، ما يحث مزيد من الدم على التحرك نحو الشريان الرئوي من الأذين والبطين الأيمن للقلب وسريان دم أقل عبر الثقبة البيضوية إلى الأذين الأيسر. يسافر الدم من الرئتين عبر الأوردة الرئوية إلى الأذين الأيسر، ما يزيد الضغط الذي يدفع الحاجز الأولي ضد الحاجز الثانوي، ما يغلق الثقبة البيضوية وبذلك يكتمل فصل جهاز الدوران في الطفل حديث الولادة إلى جانب أيمن وجانب أيسر. بعد ذلك، تعرف الثقبة البيضوية باسم الفجوة البيضوية.
تغلق القناة الشريانية بشكل طبيعي خلال يوم أو يومين بعد الولادة، تاركة الرباط الشرياني، فيما يغلق الوريد السري والقناة الوريدية عادة خلال يومين لخمس أيام بعد الولادة، تاركين رباط الكبد المستدير، والرباط الوريدي على الترتيب.[بحاجة لمصدر]

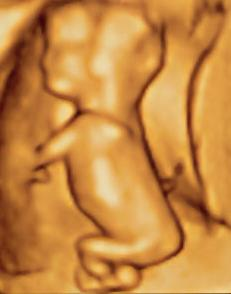
موجات فوق صوتية ثلاثية الأبعاد لجنين حي طوله 76 مم (حوالي 3 شهور ونصف عمر حملي)
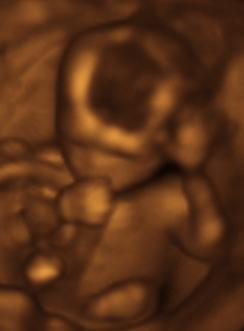
جنين حي عند 4 شهور وربع
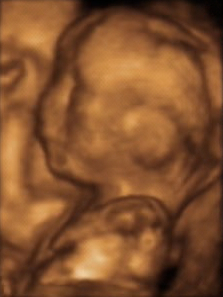
جنين حي عند 5 شهور

## جهاز المناعة
تعمل المشيمة كحاجز أمي-جنيني ضد انتقال الميكروبات. حين يكون هناك قصور في تلك الوظيفة، يمكن أن تحدث عدوى منتقلة عموديا.
تعبر الأجسام المضادة من نوع غلوبيولين مناعي ج عبر المشيمة من الأم للجنين، ما يمنح الجنين الحي مناعة سلبية ضد الأمراض التي تملك الأم أجسام مضادة لها. يبدأ انتقال تلك الأجسام المضادة في البشر مبكرا فيما قد يكون من الشهر الخامس (عمر حملي) ومن المؤكد أنه يحدث بحلول الشهر السادس.

## مشاكل تنموية
الجنين النامي عرضة بشكل كبير لتشوهات في النمو والأيض، ما يزيد خطر العيوب الخلقية. أحد مواضع القلق هو أسلوب الحياة الذي تتبعه المرأة الحامل خلال الحمل. النظام الغذائي خصوصا مهم في المراحل الأولى للتطور. تظهر الدراسات أن تزويد النظام الغذائي للأم بحمض الفوليك يقلل خطورة تشقق العمود الفقري وعيوب الصفيحة القاعدية الأخرى. قلق آخر بشأن النظام الغذائي هو تناول الفطار من عدمه. قد يؤدي تجاوز الإفطار إلى فترات ممتدة من نقص المغذيات في دم المرأة الحامل، ما يزيد خطورة الولادة المبكرة، أو عيوب خلقية أخرى في الجنين الحي. خلال تلك الفترة، يزيد استهلاك الكحول من خطورة حدوث متلازمة الجنين الكحولي، وهي حالة تؤدي إلى تخلف عقلي في بعض الرضع.
قد يؤدي كذلكالتدخين خلال الحمل إلى نقص وزن الولادة. يعرف وزن الولادة المنخفض على أنه 2500 جرام. وزن ولادة منخفض هو موضع قلق للأطباء بسبب ميل أولئك الرضع للإصابة بمشاكل طبية ثانوية. تظهر بعض الأبحاث أن الموجات فوق الصوتية على الجنين (وتشمل الدوبلرية، وثنائية ثلاثية ورباعية الأبعاد) قد يكون لها بعض التأثيرات على وزن الولادة والنماء العصبي.
العيوب الخلقية تُكتسب قبل الولادة. يمكن للرضع المصابين بأمراض قلبية خلقية معينة أن ينجو فقط طالما أن القناة الشريانية تظل مفتوحة: في تلك الحالات يمكن تأخير إغلاق القناة عن طريق إعطاء بروستاغلاندين لإعطاء وقت كافي لتصحيح العيب الخلقي جراحيا. على العكس، في حالات القناة الشريانية المفتوحة، حيث لا تغلق القناة بشكل سليم، يمكن استخدام الأدوية التي تثبط تصنيع بروستاغلاندين لتحفيز إغلاق القناة، بحيث يمكن تجنب الجراحة.
تشمل العيوب الخلقية الأخرى للقلب عيب الحاجز البطيني، ورتق الرئة، ورباعية فالو.[بحاجة لمصدر]

## ألم الجنين الحي
الألم الجنيني، من حيث وجوده وآثاره، هو موضع جدال عملي ونظري. وفقًا لاستنتاجات نشرة في 2005 فإن «الدليل بشأن القدرة على الألم في الجنين محدود لكنه يشير إلى أنه من غير المحتمل أن يدرك الجنين الحي الألم قبل الثلث الثالث من الحمل.» مع ذلك، يرى علماء البيولوجيا العصبية أن إنشاء توصيلات مهادية قشرية (عند حوالي 6 شهور ونصف) هو حدث ضروري فيما يتعلق بإدراك الجنين للألم. ومع ذلك، يتضمن إدراك الألم عوامل حسية، وعاطفية وإدراكية و«من المستحيل معرفة» متى يشعر الجنين بالألم، حتى لو كان معروفًا متى تكونت الوصلات المهادية القشرية. يرى بعض المؤلفون أن ألم الجنين الحي محتمل منذ بداية النصف الثاني من الحمل: «الأدلة العلمية المتاحة تجعله ممكنا، بل حتى واردا، أن إدراك الجنين للألم يحدث قبل أواخر الحمل».
ما إذا كان الجنين لديه القدرة على الشعور بالألم والمعاناة أم لا هو جزء من جدل الإجهاض. في الولايات المتحدة، على سبيل المثال، اقترح المدافعون المؤيدون للحياة تشريعات تتطلب من مقدمي الإجهاض إبلاغ الحوامل بأن أجنتهم قد تشعر بالألم أثناء العملية وأنه مطلوب من كل امرأة الموافقة على أو رفض تخدير الجنين الحي.

## القضايا القانونية والاجتماعية
إجهاض الحمل البشري فعل قانوني و/أو مقبول في أغلب الدول، رغم أنه مع تقدم العمر الحملي يحد من الإنهاء المتأخر للحمل (الإجهاض).

## حيوانات أخرى

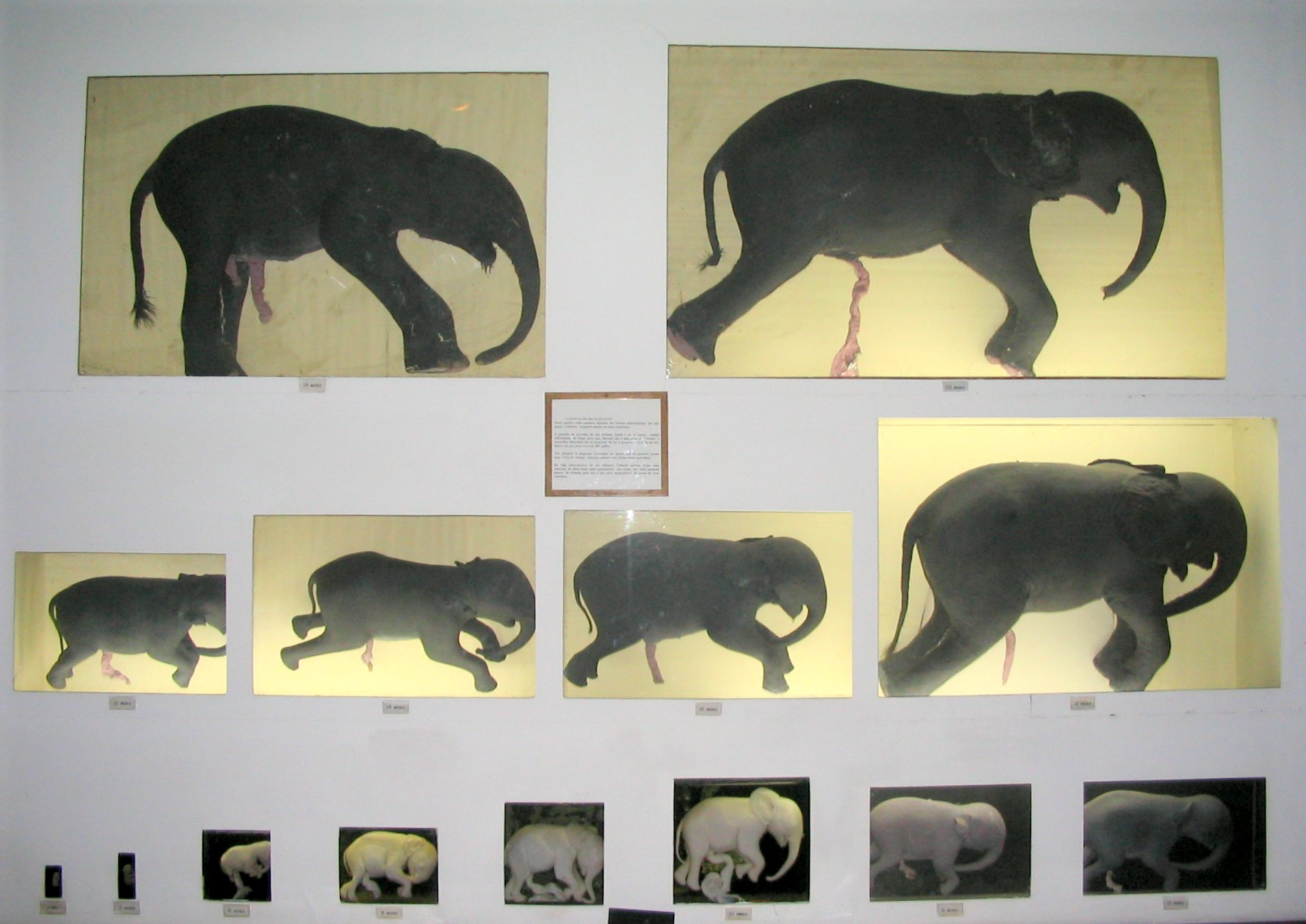
14 مرحلة لتطور الفيل قبل الولادة

الجنين الحي هة مرحلة في النماء السابق للولادة في الكائنات الولودية. تقع هذه المرحلة بين مرحلة الجنين (التخلق المضغي) والولادة. تمتلك العديد من الفقاريات مراحل جنينية، تتراوح من معظم الثدييات إلى العديد من الأسماك.بالإضافة، بعض اللافقاريات تحمل صغارًا أحياء، بما في ذلك بعض أنواع حاملات المخالب والعديد من مفصليات الأرجل. انتشار التطور التقاربي لمرحلة الجنين الحي يظهر أن تطوره سهل نسبيًا. ينشأ غالبا من تأخير إطلاق بيضة، حيث تفقس البيضات داخل الأم قبل أن تضعها. عبر الوقت، يمكن أن تقل متانة جدار البيضة حتى تصبح أكثر بقليل من حويصلة.
تقع أجنة معظم الثدييات على نحو مماثل للجنين البشري داخل أمهاتهم. مع ذلك، تشريح المنطقة المحيطة بالجنين يختلف في الحيوانات التي تحمل عدد من الأجنة في وقت واحد مقارنة بالبشر: حيث يحاط كل جنين في تلك الحيوانات بنسيج مشيمي ويتم وضعه على طول أحد رحمين طويلين بدلاً من الرحم الواحد في أنثى الإنسان.
يتنوع التطور عند الولادة بشكل كبير بين الحيوانات، بل حتى بين الثدييات. الفصائل المبتسرة عديمة الأمل نسبيًا عند الولادة وتحتاج رعاية وحماية قبل الولادة. في المقابل الحيوانات الكاملة تولد بعيون مفتوحة، ولديها شعر أو ريش ناعم، وأدمغة كبيرة، وتتحرك على الفور، وقادرة إلى حد ما على الهرب أو الدفاع عن نفسها ضد الافتراس. الرئيسيات جميعها كاملة عند الولادة، ماعدا الإنسان.
تختلف مدة الحمل في الثدييات المشيمية من 18 يوم في الجربوعيات إلى 23 شهر في الفيلة. بشكل عام، تحتاج أجنة الثدييات البرية الأكبر فترات حمل أطول.

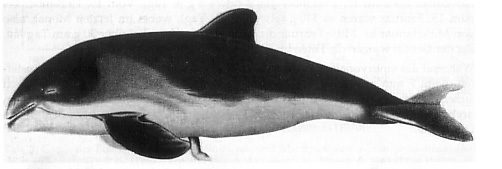
مرحلة الجنين الحي في خنزير البحر

فوائد مرحلة الجنين الحي تعني أن الجنين أكثر تطورًا عند ولادته. لذلك، قد يحتاج الجنين لعناية أقل قبل الولادة وقد يكون أكثر قدرة على العناية بنفسه. مع ذلك، يسبب حمل الأجنة تكاليف للأم، التي ينبغي أن تأكل المزيد من الطعام لدعم نمو نسلها، وقد تتأثر حركتها وراحتها (بالأخص نحو نهاية مرحلة الجنين الحي)
في بعض الأمثلة، قد يسمح وجود مرحلة الجنين الحي للكائنات لظبط توقيت ولادة أبنائهم في موسم مناسب.

## روابط خارجية
- Prenatal Image Gallery Index at the Endowment for Human Development website, featuring numerous motion pictures of human fetal movement.
- "In the Womb" نسخة محفوظة 24 سبتمبر 2008 على موقع واي باك مشين. (National Geographic video).